# (4749) Ledzeppelin
(4749) Ledzeppelin ist ein Asteroid des Hauptgürtels, der am 22. November 1989 vom Astronomen Nobuhiro Kawasato in Uenohara (IAU-Code 376) entdeckt wurde.
Der Asteroid wurde am 3. Februar 2015 nach der britischen Hardrockband Led Zeppelin benannt.